# Robin Scherbatsky
Robin Scherbatsky est l'un des cinq personnages principaux de la série How I Met Your Mother, interprété par l'actrice canadienne Cobie Smulders.

## Biographie fictive

### Famille, jeunesse et études
Robin Charles Scherbatsky Jr est née le 23 juillet 1980. Elle a une petite sœur, Katie. Elle est canadienne, puis obtient la nationalité américaine début 2010. Enfant, elle a un chien de compagnie nommé Saskatchewan qui tombe malade ; ses parents lui font alors croire qu'ils l'emmènent se faire opérer et qu'il a ensuite l'apparence d'une tortue. Fortement traumatisée, elle ne croit depuis plus aux miracles.
En 1994, son père l'amène à New York. Elle enterre alors un médaillon ayant appartenu à sa grand-mère dans Central Park et se promet de le retrouver pour avoir « quelque chose de vieux » à son mariage. À sa naissance, son père voulait un garçon : Robin a ainsi reçu une éducation masculine. Son père l'emmenait à la chasse et la faisait jouer au hockey sur glace. Quand elle atteint l’âge de quatorze ans, son père s'est enfin rendu compte qu'il avait une fille et Robin part vivre avec sa mère. Adolescente, elle présente sous le nom de Robin Sparkles une émission pour enfants en compagnie de Jessica, sa meilleure amie, puis devient une pop star : elle tourne un clip de promotion des centres commerciaux intitulé Let’s Go To The Mall, suivi de Sandcastles in the Sand. En février 1996, elle prend un tournant grunge avec un nouveau pseudonyme, Robin Daggers, une nouvelle allure, et le titre P.S. I love you destiné à Paul Shaffer. Elle sort durant une dizaine de jours avec Simon, un musicien du groupe.
Elle perd sa virginité à l'âge de seize ans avec son copain Brian, même s'ils ne sont pas allés « jusqu'au bout » car Brian est gay (selon Lily, cette première fois ne compte pas). Elle n'a pas fait de bal de promo, préférant les matches de Hockey. Elle pratique également le tir au pistolet.

### Relation avec Ted, mais sans objectifs communs
Robin arrive à New York peu de temps avant ses 25 ans, en avril 2005. Elle est alors chargée de faire des reportages sur des faits divers sur la minuscule chaîne de télévision Metro News One. Elle vit avec cinq chiens qui lui ont été offerts par cinq de ses ex-petits amis. Lors d'une soirée avec des amies au MacLaren's, Barney Stinson lui « présente » Ted Mosby. Ils dînent ensemble le lendemain, puis rentrent à 22h30. Quelques heures plus tard, Ted retourne la voir le soir même avec un cor bleu qu'il a dérobé. Ted dit à Robin qu'il est amoureux d'elle, ce qui l'effraye, et Ted finit par rentrer chez lui. Quelques jours plus tard, lors d'une discussion sur le toit de l'immeuble de Ted, Robin explique qu'elle ne souhaite pas de relation sérieuse, ce qui ne l'empêche pas d'intégrer le groupe d'amis. Lors de la fête d'Halloween, elle sort avec Mick mais se montre très distante avec lui (elle ne veut pas partager sa glace). Ce dernier la quitte le soir même. Plus tard, elle sort avec Derek, un millionnaire ; lors du réveillon de la Saint-Sylvestre, elle embrasse Ted pour lui souhaiter bonne année. Elle rompt avec Derek peu après. Elle présente le journal la première fois le jour du mariage de Claudia et Stuart, un couple d'amis de Ted. Elle se rend ensuite au mariage pour retrouver Ted, mais le voyant en compagnie de Victoria, elle se met à pleurer. Elle explique à Lily Aldrin qu'elle aimerait être avec Ted, mais celui-ci sort déjà avec Victoria, qui peu après part en Allemagne. Un soir où elle se sent seule, Robin appelle Ted pour qu'il vienne la rejoindre. Ils s'embrassent mais elle se rend compte que Ted est toujours avec Victoria. Ted repart.
En mai 2006, Sandy Rivers, un de ses collègues, démissionne, ce qui lui donne la possibilité de présenter le journal. Dans le même temps, Ted lui fait une déclaration d'amour mais elle n'y répond pas. Elle prévoit de passer le weekend avec Sandy mais Ted réussit à « faire tomber la pluie ». Finalement, Ted et Robin commencent leur relation. Les deux premiers mois, leur principale activité sera de réconforter Marshall et de l'empêcher d'appeler Lily. Robin n'a pas eu de relation sérieuse avant Ted (elle n'a par exemple jamais dit « Je t'aime » avant), et ne sait pas comment s'y prendre pour « être en couple » ; elle demande ainsi régulièrement conseil à Lily.
Elle découvre que la plupart des meubles de l'appartement de Ted viennent de son ex et lui demande alors de s'en séparer. Ted lui demande alors de se séparer de ses chiens, ce qu'elle fait. À la suite de cette décision, ils envisagent de s'installer ensemble. Mais lorsque Ted arrive avec ses cartons, Robin est réticente à l'idée de repenser son appartement et suggère que les affaires de Ted aient leur place dans la cave. Ils reviennent alors sur leur décision et Ted repart vivre avec Marshall et Lily. Pour le premier anniversaire de leur relation, Ted invite Robin dans le restaurant de leur premier rendez-vous, où il avait dérobé le fameux cor bleu. À la suite d'une erreur des serveurs, Robin découvre une bague de fiançailles dans son verre et panique, disant à Ted qu'il ne peut pas lui faire ça. Ted trouve cette réaction exagérée, après une relation d'un an mais Robin explique qu'elle souhaite vivre au jour le jour et qu'elle voudrait aller vivre en Argentine. Ted ayant lui l'intention de se marier et de fonder une famille, ils décident de rompre. Ils attendent la fin du mariage de Marshall et Lily pour annoncer la nouvelle au groupe.
Après la rupture, elle fait effectivement un séjour en Argentine, puis revient à New York avec son nouveau copain : Gael, un surfeur. Selon Ted, elle souhaite « gagner la rupture » mais finalement elle lui avoue qu'elle a pleuré plusieurs jours après la rupture et que Gael a un plus petit pénis que lui. Mais elle reprend sa vie new-yorkaise et ne se reconnait plus dans la « Robin de vacances ». Elle rompt alors avec Gael. Elle fréquente brièvement George, le père d'un élève de Lily, puis Bob, d'une quarantaine d’années. Malgré cela, la situation est toujours difficile avec Ted, qui est à la fois son ex et son ami (ils couchent ensemble un soir où ils se retrouvent seuls à cause d’un désistement de Marshall et Lily). Au bout d'un certain temps, leur relation redevient amicale.

### Relation étrange avec Barney
En avril 2008, Robin retrouve Simon, un musicien avec qui elle était sortie quand elle était adolescente. Elle est contente de le retrouver, même s'il est devenu moins séduisant à son goût (il travaille dans un parc aquatique). Rien ne se passe entre eux, ce qui attriste Robin. Barney vient alors la réconforter ; elle l'invite alors pour regarder un des clips qu'elle a tourné, et ils passent la nuit ensemble. Le lendemain, ils se mettent d'accord pour oublier cette histoire et ne pas en parler, pourtant le groupe finira par l’apprendre. Barney devient secrètement amoureux d'elle. En octobre 2008, elle démissionne de son poste à Metro News One, étant lassée de présenter des nouvelles sans intérêt. Elle part alors au Japon, toujours en tant que présentatrice. Son départ est également causé par le mariage de Ted et Stella. Après une soirée arrosée, elle retrouve le médaillon qu'elle avait enterré à Central Park adolescente et l'oublie chez Lily. Elle reste peu de temps au Japon, et revient à New York pour le « mariage » de Ted et Stella. Ceux-ci décident subitement de ne plus inviter leurs ex, et Ted explique à Robin qu'elle doit partir. Robin dans un discours assez confus lui dit qu'il ne devrait pas se marier, et qu'il y aura toujours quelque chose entre eux. Elle devient nostalgique, et frappe à la chambre d'hôtel de Barney avec une bouteille de scotch. Elle repart aussitôt car la réceptionniste du mariage et la sœur de Stella sont déjà dans le lit.
Elle vit ensuite provisoirement chez Marshall et Lily avant de s'installer avec Ted. Elle tarde à retrouver un emploi, au risque de ne plus avoir de visa. Barney lui fait un CV vidéo et l'envoie à plusieurs chaînes de télé, et Robin est embauchée au journal matinal de la douzième chaîne. Elle sort un soir avec Mitch qui lui fait le coup du "mec à poil" (naked man). Elle souhaite le revoir pour prouver aux autres que leur histoire n'est pas que sexuelle, mais se rend compte qu'elle ne peut avoir d'affinités avec lui. Pendant quelque temps, Robin et Ted recouchent ensemble, pour surmonter les désagréments de la colocation. Ted décide d'arrêter, car il comprend que cela rendait Barney jaloux. Elle sort peu de temps avec PJ, l'assistant de Ted, charmée par l'autorité que cette fonction lui donne (il garde notamment les clés des toilettes de son appartement). Barney confie ses sentiments à Robin lors du 31e anniversaire de Ted. Ils tiennent alors une discussion confuse, où chacun dit aimer l'autre mais ne veut pas s'engager. Ils s'embrassent et décident immédiatement de régler ça plus tard. Puis, durant l'été 2009, Barney et Robin ont une relation purement sexuelle, avant que Lily ne les oblige à discuter et à définir leur relation. Bien qu'étant réticents à l'engagement, ils finissent par devenir un couple. Pour Barney, la vie en couple est difficile, il tient à continuer de fréquenter les bars de strip-tease, et ne se montre pas attentionné envers Robin ; il souhaite néanmoins s'améliorer et prend des « cours » sur Robin donnés par Ted. Au bout de deux mois, ils se rendent compte que leurs fortes personnalités ne se complètent pas, et qu'ils se détruisent l'un l'autre ; ils se séparent.

### Relations avec Don, puis Kevin
Robin décide de se consacrer uniquement à sa carrière, mais un nouveau co-présentateur arrive à son journal : Don. Au début, elle le méprise à cause de son manque de professionnalisme, puis celui-ci l'invite lors de la Saint-Valentin et devient plus sérieux dans son travail. Elle vit mal le fait que Barney se vante sans cesse de ses conquêtes, alors celui-ci, pour se faire pardonner, organise un « super rendez-vous » entre Robin et Don, qui se termine par une relation intime. Robin prend un peu de distance par rapport à ses amis car Don n’aime pas qu'elle voie encore deux de ses ex ; après quelques mois, Robin emménage chez Don. En mai 2010, Robin est contactée pour un poste à Chicago qui lui plairait ; mais elle finit par refuser car elle souhaite rester à New York avec Don. Un peu plus tard, c'est Don qui est contacté, et il accepte. Robin, déçue, décide de rompre et repart vivre avec Ted. Elle déprime un peu les mois qui suivent.
Elle sort ensuite quelque temps avec Max, un ami de Marshall à l'époque de l'université. En décembre 2010, elle démissionne de son émission matinale et part travailler chez Worldwide News. Elle y retrouve Sandy Rivers (son co-présentateur à Metro News One) qui montre à tous ses nouveaux collègues des vidéos peu flatteuses de Robin. Elle présente Nora, une de ses collègues à Barney. Elle sort quelque temps avec Scooby. Lorsque la relation entre Barney et Nora devient sérieuse, elle devient jalouse de toutes les attentions que Barney porte à Nora. Elle l'aide ensuite à se débarrasser de tous ses accessoires de séduction. Alors que Barney dîne avec Nora, elle envoie une bimbo les rejoindre mais change d'avis et se bagarre avec elle pour qu'elle ne croise pas Barney. Elle est arrêtée par la police, et un juge lui ordonne d'aller voir un psychologue, Kevin. Après plusieurs séances, celui-ci lui explique qu'il ne peut plus la voir car il a des sentiments pour elle. Ils sortent alors ensemble. Ils échangent leur rôle psychologue-patient, pour que leur relation ne soit pas étrange et déséquilibrée. Barney (qui est toujours avec Nora) et Robin couchent ensemble un soir. Après un moment d'hésitation, ils décident de quitter leur partenaires respectifs et se retrouver tous les deux. Barney rompt avec Nora, mais Kevin ne veut pas entendre ce que Robin a à lui dire car il pense que tout ne doit pas être raconté. Robin et Kevin restent ensemble, au grand désespoir de Barney.
Peu de temps après, au moment des fêtes de Noël 2011, Robin découvre qu'elle ne peut avoir d'enfant. Elle présente le réveillon de la Saint-Sylvestre à la télévision, car Sandy n'était plus en état de le faire. En février 2012, Kevin demande Robin en mariage, mais elle lui explique qu'elle ne peut ni ne veut avoir d'enfants, et qu'il ne pourra pas la faire changer d'avis. Kevin se rétracte alors et met fin à leur relation. Elle raconte l'histoire à Ted en lui expliquant qu'elle était prête à s'engager. Ted lui dit alors qu'il l'aime et que les raisons pour lesquelles ils se sont séparés n'existent plus ; après un court voyage pour un reportage, Robin finit par dire à Ted qu'elle n'est pas amoureuse de lui. À la suite de cela, Marshall, afin de protéger Ted qui n’aura jamais la force de le faire, demande à Robin de déménager, ce qu’elle accepte. En discutant avec chacun d’eux, Ted comprend que même s’ils semblent l’ignorer, Barney et Robin s'aiment.

### Mariage avec Barney
Robin est accueillie un temps chez Marshall et Lily, à Long Island, mais malgré les efforts du couple, elle finit par trouver la vie de banlieue vraiment trop ennuyeuse. De son côté, Ted se rend compte qu'il ne veut et ne peut plus vivre dans son appartement, trop hanté par ses souvenirs avec Robin. Il laisse finalement Lily et Marshall s'y installer pour y construire leur famille ; ceux-ci quittent donc leur maison. Après avoir couvert le réveillon de la Saint-Sylvestre, Robin obtient une promotion et devient co-présentatrice du journal, ce qui lui permet de s'installer à Central Park West. Elle sort avec Nick tout l'été mais se rend compte que celui-ci est un peu idiot. Ils se séparent en octobre 2012. La séparation a lieu en même temps que Barney et Quinn, et Ted et Victoria, lors de « l'automne des ruptures ».
Barney imagine alors une stratégie pour reconquérir Robin. D'abord il l'embrasse volontairement au pire moment, après une soirée arrosée, ce à quoi elle répond en le repoussant. Puis il lui explique qu'à la suite de cet « incident » il renonce définitivement à l'avoir. Cela provoque immédiatement chez Robin une forte attirance pour Barney, et elle essaie par tous les moyens de reconquérir son intérêt. Barney l'ignore et commence à fréquenter Patrice, collègue et ennemie mortelle de Robin, qui ne peut pas la souffrir. Au grand dam de Robin, leur relation semble être sincère, et Barney va même jusqu’à brûler son Playbook. Plus tard, Barney confie à Ted qu'il souhaite se fiancer avec Patrice. Le soir de l'inauguration de l'immeuble de Ted, celui-ci rapporte à Robin les plans de Barney et la conduit à l'immeuble où la déclaration doit être faite. Robin se rend sur place et découvre que tout ceci ne visait qu'à créer une attirance chez elle, et à vérifier l'approbation de Ted. Robin est furieuse, Barney la demande alors en mariage, Robin répond « oui ».
Au début de l'année 2013, Robin et Barney préparent leur mariage, qui aura lieu le 25 mai 2013 à Long Island. Barney rencontre le père de Robin et ils apprennent par la même occasion que celui-ci est (re)marié avec Carol et vit désormais à New York. Peu avant son mariage, Robin cherche à retrouver le médaillon qu'elle avait enterrée adolescente. Elle n'arrive pas à mettre la main dessus et appelle Barney. Ce dernier refuse de se déplacer, accaparé par sa partie de Laser Game avec le Père de Robin. Elle appelle alors Ted, qui, comprenant que Robin a besoin de lui, accourt sur place. Les recherches continuent et la boîte est finalement bien déterrée, mais le médaillon n'y est plus. Robin craint alors de voir en cette absence un signe du destin... Ted essaie alors de la réconforter et une sorte de malaise s'instaure alors entre Ted et Robin, Barney étant témoin de la scène.
Lors de l'enterrement de vie de jeune fille, elle se retrouve seule avec Lily et Patrice, car elle n'a pas d'amie fille. Lors du dîner de répétition, Barney organise une soirée patinoire sur le thème du Canada avec Alan Thicke et d'autres personnalités pour surprendre Robin. Le dimanche au petit matin, Ted et Robin partent à la recherche de Barney, qui sous l'effet de l'alcool, a quitté l'hôtel. Ils ont une discussion où ils reviennent sur les ex de Ted, et Robin demande pourquoi Ted s'est séparé de Victoria. Ted lui explique qu'il a dû choisir entre Robin et Victoria. Ted explique la rémanence de ses sentiments et son projet de partir pour Chicago. Ils finissent par retrouver Barney qui a du mal à se remettre de sa soirée alcoolisée.
Le dimanche, la mère de Robin arrive au mariage, à sa grande surprise. Quelques minutes avant la cérémonie, Robin explique à Ted qu'elle ne peut pas se marier. Elle pense à l'histoire du médaillon et est gênée que Barney n'ait pas tout fait pour le retrouver. Ted va donner le médaillon à Barney et lui explique qu'il doit le donner à Robin en disant qu'il l'a trouvé. Robin comprend toutefois l'illusion et pense que Ted a toujours tout fait pour elle, alors que Barney ment constamment. Ted tente de la raisonner mais Robin s'ensuit et tombe (littéralement) sur Tracy, la future femme de Ted. Barney arrive alors et jette les vœux qu'il avait prévu. Il annonce à Robin qu'il ne lui mentira plus jamais. Barney et Robin se marient à 18 heures.
Cependant, la carrière de Robin l'amène à travailler tout autour du monde, ce qui rend difficile leur relation de couple. Après un voyage en Argentine en 2016, ils se rendent compte que cette vie n'est plus possible, et décident de divorcer.
Le soir où Marshall et Lily fêtent leur déménagement, Robin se joint à la fête. Elle explique alors à Lily que tout a changé, et qu'elle ne peut plus fréquenter un couple qui va avoir son troisième enfant, son ex-mari toujours en train de draguer des filles, et le gars « avec qui elle aurait sûrement dû finir » qui a enfin trouvé l'amour et qui vit désormais avec la mère de son premier enfant.
Avec les aléas de l'existence, Robin ne fréquente plus Marshall, Lily et Barney, mais continue de voir Ted. Elle est par exemple présente lors du mariage de Ted et Tracy au MacLaren's en 2020. Penny et Luke, les enfants de Ted et Tracy, l'appellent d'ailleurs « tante Robin ».
Malheureusement, Tracy tombe gravement malade et meurt en 2024. En 2030, Ted décide de raconter à ses deux enfants comment il a rencontré leur mère (How I met your mother). À la fin d'une longue narration, ceux-ci comprennent que le vrai sens de toute l'histoire est l'amour qui a toujours existé entre Ted et Robin. Ils l'incitent à faire son deuil de sa défunte épouse et à reprendre un contact sérieux avec Robin. Ted dérobe alors une nouvelle fois le fameux cor bleu et rejoint Robin.

## Création du personnage
Les créateurs de la série, Carter Bays et Craig Thomas ont toujours pensé à Robin Scherbatsky comme n'étant pas la Mère, considérant que la série raconte comment « Ted rencontre la femme parfaite, mais ce n'est pas son grand amour ». Après qu'une « actrice célèbre » (Jennifer Love Hewitt) a refusé le rôle, Bays et Thomas ont choisi Cobie Smulders, alors inconnue. Ils ont déclaré plus tard à ce sujet : « Dieu merci, nous avons fait ce choix, pour un million de raisons ... quand  Ted la voit pour la première fois, l'Amérique la voit pour la première fois — l'étrangeté de cet instant a lancé la série et l'a maintenu en vie ».
La voix française de Robin est interprétée par Valérie Nosrée.